# 歐塞奇鎮區 (堪薩斯州艾倫縣)
歐塞奇鎮區（英語：Osage Township）為位在美國堪薩斯州艾倫縣的鎮區。2010年美国人口普查中該鎮區人口有258人。

## 地理
歐塞奇鎮區涵蓋面積124.9平方（48.2平方英里），境內擁有一座城市：米爾德里德。

### 墓園
根據美國地質調查局的資料，此鎮區僅有1座墓園：
- 歐塞奇墓園（Osage Cemetery）

### 溪流
流過此鎮區的溪流有：
- 科爾溪（Coal Creek）
- 小歐塞奇河中支流（Middle Fork Little Osage River）
- 小歐塞奇河北支流（North Fork Little Osage River）

## 人口統計
根據2010年美國人口普查，歐塞奇鎮區人口有258人，人口密度為2.07人/平方公里。種族方面，94.96%為白人；1.16%為非裔美洲人；1.16%為美洲原住民；0%為亞洲人；0%為太平洋島民；0.39%為其他種族；另外有2.33%為兩個或以上的種族。而西班牙裔美國人或拉丁美洲人佔該鎮區人口的1.94%。

## 外部連結
- US-Counties.com
- City-Data.com （页面存档备份，存于）